# Artignosc-sur-Verdon
Artignosc-sur-Verdon är en kommun i departementet Var i regionen Provence-Alpes-Côte d'Azur i sydöstra Frankrike. Kommunen ligger i kantonen Tavernes som tillhör arrondissementet Brignoles. År 2022 hade Artignosc-sur-Verdon 278 invånare.

## Befolkningsutveckling
Antalet invånare i kommunen Artignosc-sur-Verdon
| Referens: INSEE |